# VideoFestival Imperia
Das VideoFestival Imperia, auch Festival Internazionale d’Arte Cinematografica Digitale, ist ein Filmfestival mit internationalen Beiträgen in der italienischen Stadt Imperia. Gezeigt werden sowohl professionelle, wie auch Amateurbeiträge.
Das Festival findet jährlich im Frühling statt und wird vom Cineforum di Imperia organisiert.

## Kategorien

### Professionelle Beiträge
- Professioneller Film: untergliedert in Film, Dokumentarfilm und Animation
- Internationaler Film: untergliedert in Kurzfilm, Dokumentarfilm, Animation (maximale Spielzeit: 30 min)

### Amateurbeiträge
- Spielfilm (Film und Fernsehfilm mit mindestens 30 min Spielzeit)
- Kurzfilm (Film und Fernsehfilm mit maximal 30 min Spielzeit)
- Dokumentarfilm (Dokumentation mit maximal 30 min Spielzeit)
- Animation & Grafik (Videoanimation und Video in Computergrafik mit maximal 10 min Spielzeit)
- Digitalphotographie (themengebundenes Videoalbum von Digitalphotographien mit maximal 30 min Spielzeit)
- Schulbeitrag (ohne Untergliederung)

### Spezialbeiträge
- Dokumentarfilm im Bereich Tourismus (Reisedokumentation mit maximal 30 min Spielzeit)
- Naturdokumentation (mit maximal 30 min Spielzeit)
- italienische Regisseure weltweit (Beiträge italienischer Regisseure mit Wohnsitz im Ausland mit maximal 30 min Spielzeit)